# بورتومادجوري
بورتومادجوري (بالإيطالية: Portomaggiore)‏ هي بلدية في مقاطعة فيرارا في إقليم إميليا رومانيا الإيطالي.

## السكان
في سنة 1861 بلغ عدد السكان 9٬022 نسمة، وتطور العدد ليصل في سنة 2011 لـ 12٬185 نسمة.
يظهر هذا المخطط البياني تطور النمو السكاني لـ بورتومادجوري

## أعلام
- دينو بروني
- دافيدي مارتشيني
- دافيدي سانتون
- فرناندو روسي
- روبن بورياني